# 夜をぶっとばせ (PENICILLINの曲)
「夜をぶっとばせ」（よるをぶっとばせ）は、PENICILLINの5枚目のシングル。

## 概要
- 1998年10月21日に再発売された。

## 収録曲
1. 夜をぶっとばせ (3:52)
作詞:HAKUEI、作曲:PENICILLIN、編曲:西平彰&PENICILLIN
2. QUARTER DOLL (1997 VERSION) (3:40)
作詞作曲:HAKUEI、編曲:PENICILLIN
3. The Flame (5:29)
作詞作曲:Nick Graham・Bob Mitchell
チープ・トリックのカバー。